# ニューブランズウィック州の旗

ニューブランズウィック州の旗

ニューブランズウィック州の旗（Flag of New Brunswick）は、1965年2月24日に制定された、カナダ・ニューブランズウィック州の州旗。
縦横比は5:8。デザインは1868年に制定された元々の州の紋章に基づく。
旗の上部1/3にある赤地にライオンのデザインは、ドイツのブラウンシュヴァイク（ブランズウィック）とのつながりを示しており、また当時ブラウンシュヴァイクを治めていたジョージ3世とのつながりをも示している。
旗の下部2/3は、一般的な船のモチーフとして使われるスペインのガレー船。この州の紋章を制定したときの主要産業であった造船産業を表している。